# Крескентиан
Крескентиан (лат. Crescentian; казнён в 130 году) — святой мученик Сардинский. День памяти — 31 мая.
Святой Крескентиан был умучен во II веке в Сассари, что на Сардинии. Святые Гавин и Криспулий (Crispulis) были умучены в ту же пору.